# Rhaphiptera elegans
Rhaphiptera elegans är en skalbaggsart som beskrevs av Stefan von Breuning 1961. Rhaphiptera elegans ingår i släktet Rhaphiptera och familjen långhorningar. Inga underarter finns listade i Catalogue of Life.